# Kəndoba
Kəndoba è un comune dell'Azerbaigian situato nel distretto di Ağsu. Conta una popolazione di 2 104 abitanti.